# Rudolf Müller (Politiker, 1876)
Rudolf Müller (* 24. März 1876 in Büllinghausen; † 1933 in Detmold) war Präsident des Landgerichts Detmold.

## Leben
Rudolf Müller studierte nach dem Abitur am Gymnasium Lemgo Rechtswissenschaften in Marburg, München und Göttingen. Seinen Militärdienst leistete er als Einjährig-Freiwilliger in Marburg und legte am 31. Juli 1899 das erste juristische Staatsexamen ab. Am 8. Februar 1900 promovierte er mit der Dissertation „Über die rechtliche Stellung des Käufers einer in unrechtmäßiger Mobiliarzwangsvollstreckung versteigerten Sache“. Nach dem zweiten juristischen Staatsexamen folgte am 11. August 1904 die Ernennung zum Gerichtsassessor beim Landgericht Detmold. Hier wurde er am 1. Januar 1923 zum Landgerichtspräsidenten ernannt.
Vom 20. Februar 1925 bis zum 1. Oktober 1925 war er Mitglied des Landespräsidiums Lippe, das nach den Artikeln 26 und 32 der Landesverfassung aus drei gleichberechtigten Mitgliedern bestand; neben dem Ministerpräsidenten Heinrich Drake die beiden Staatsräte August Böhmer und Rudolf Müller. 